# Реплантација
Реплантација је једна од хируршких интервенција која се изводи са циљем да се реинтегрише комплетно ампутирани део тела нпр. уд или његов део, уз обавезно успостављање инервације, артеријске и венске циркулације. Уколико током трауматске ампутације нису повређене или прекинуте све структуре тј. настане инкомплетна ампутација, такв повреда се назива инкоплетна или парцијална ампутација. Како инкомплетна трауматска ампутација доводи до деваскуларизације ткива дистално (нисходно) од повреде она захтева хируршки протокол сличан реплантацији.
Главни циљ реплантације је реперфузија уда и минимизирање времена исхемије, од момента ампутације. Оперативни микроскоп и микроваскуларна хируршка техника основе су на којима се заснива савремена реплантација и реваскуларизација. Код реплантација примењују се следећи оперативни захвати: остеосинтеза, анастомоза, реконструкција васкуларних елемената, реконструкција живаца, тетива или мишића и кожног покривача. 
Контраиндикације за реплантацију могу бити апсолутне и релавне. У апсолутне контраиндикације спадају; ампутација са политраумом, опсежна повреда и хроничне болести. У пракси, то значи да једина апсолутна контраиндикација за реплантацију постоји онда када болесниково опште стање, било да је повезано са ранијом болешћу или придруженим повредама, онемогућује дуготрајну хируршку процедуру.
Релативне контраиндикације су: ампутација једног прста, болесник изнад 50 година, авулзијске повреде, дуга топла исхемија (нпр више од 12 са за прсте или 6 - 8 часова за надлактицу и подлакцу), јака контаминација, ранија повреда са лошим функционалним исходом. 
Мада је реплантација изузетно скупа метода јер захтева продужену хоспитализацију и сложену постоперативну терапију, укупни трошкови могу би значајно нижи од протестисања нпр. јако скупом миоелектричном протезом, која се мора периодично мењати итд. Добро обучен лекара и изузетно мотивисан болесник чине интервенцију успешнијом, како у естетском тако и функционалном смислу.

## Терминологија
Потпуна ампутација - настаје када повређени део више није причвршћен за пацијента. Тада је процес поправке реплантација.
Непотпуна ампутација - настаје ако је било који повређени део остао једним делом причвршћен за тело, и тада се каже да је дошло до делимичне или блиске ампутације, тада је процес поправке  реваскуларизација, а не реплантација.

## Историја
До шездесетих година 20. века трауматске ампутације тешко повређених делова тела и реампутације код комплетно ампутираних биле су хируршке метод избора. Развојем савремен медицинске опреме и све бројнијих иновацијама у области микрохирургије, настаје нова ера у збрињавању трауматских ампутација, реплантација удова и других делова тела.
А све је почело додељивањем Нобелову награде за медицину 1912. године др Карелу за рад у области васкуларних анастомоза на животињама. 
Прву успешну реваскуларизацијују горњег екстремитета код људи урадио је Клинерт 1958. и исту је публиковао 1963. године у стручном часопису.
Прву успешну реплантацију урадио је др Роналд Малт 1962. године када је реплантирао горњи екстремитет након надлакатне ампутације код 12-годишњег дечака настрадалог у саобраћајном удесу. 
Кинески лекар др Чен 1963. успешно је реплантира шаку на нивоу ручног зглоба, а 1965. Коматсу и Тамаи обавили су прву успешну реплантацију прста на шаци.
Увођењем слободне микрохируршке трансплантације као методе лечења, настала је потпуно нова ера у реконструктивној хирургији посттрауматских ампутација и других комплексних ортопедских проблема. У лечењу најтеже трауматизованих удова, али и последица велике трауме, или опсежне хируршке екцизије ткива, трансплантација неког од слободних микроваскуларних режњева представља некада једино хируршко решење у реплантацији.

## Епидемиологија
Годишње се само у Сједињеним Америчким Државама догоди приближно 100.000 дигиталних ампутација . Од тога је око 30% погодно за реплантацију. Тачан број реплантација које се обављају годишње није познат. 
Међутим, чини се да се број смањује, што је последица строжих критеријума избора, побољшаних процедура безбедности на радном месту и боље дизајнираних заштитних уређаја на електричним алатима, али можда и резултат строжих критеријума селекције.
Прегледом три националне базе података откривено је да је нпр. да је укупна учесталост ампутације прста није значајно променила од 2001. до 2011. (26.668 према 24.215), иако су стопе ампутације прстију на радном месту смањене за 40% (П < 0,0001) . Број реплантација је пао са 930 у 2001. на 445 у 2011. години, што је смањење од више од 50% (П < 0,001).

## Етиологија
Ампутације настају као последица рањавања, гњечења, авулзије и комбинованих повреда. Могу се појавити на било којој локацији, али се често јављају на послу или код куће. Пријављене су ампутације код деце услед повреда од справа за вежбање, врата аутомобила и кућних врата. Код одраслих, повреде се јављају од тестера, ножева, хидрауличних цепача за дрва и разних индустријских машина.
Повреде код куће често укључују столне или кружне тестере. Повреде на раду су вишефакторне, а демографија се стално мења јер се додаје сигурносна опрема и опрема се прилагођава након незгода како би се спречиле сличне појаве.

## Патофизиологија
Након ампутације, ћелијска смрт је неповратна ако исхемија доведе до критичне ћелијске лизе. Пре неповратне смрти ћелије могућа је реперфузија. Време од повреде до реперфузије и спасавања зависи од врсте захваћеног ткива и температуре повређеног дела.
Мишић на собној температури је неповратно оштећен за 6-8 сати; ако се охлади, може да издржи највише 8-12 сати исхемије. Међутим, ако се прсти хладе без замрзавања, могу преживети дуже од 100 сати.

## Клиничка слика
Клиничка слика потпуно ампутиране дела тела је очигледна. Важна разматрања су ниво повреде, механизам трауме и опште здравље пацијента. 

## Дијагноза
Генерално, дијагностичко тестирање није индиковано, са изузетком обичних рендгенских снимака за процену интегритета костију. Рутинска преоперативна евалуација пацијента је критична. Можда неће бити могуће утврдити потенцијал реплантације без истраживања у операционој сали.

### Релевантна анатомија
Важно анатомско разматрање је величина повређеног крвног суда. Код деце старије од 2 године, крвни судови проксимално од средњег дела средње фаланге су већи од 0,4 мм. Код одраслих, дигиталне артерије су више од 0,4 мм проксимално од лунуле нокта. Радијалне дигиталне артерије до палца и кажипрста и улнарне дигиталне артерије до малог прста су генерално значајно мање од паралелних крвних судова.

## Клиничка одлука[10]
Клиничка одлука о томе да ли треба урадити реплантацијфу зависи о одговорима на многа питања а особито да ли ће функција реплантираног дела тела бити боља од евентуалне протезе. Одлука је мултифакторијална и мултидисциплинарна и често није лака. 
Најважнији параметри који утичу на клиничку одлуку о реплантацији су:
Време трајања исхемије
Најважнији фактор који утиче на индикацију за реплантацију је исхемијско време ампутираног дела тела. Из практичне перспективе, дозвољено време исхемије је у обрнутом односу са количином мишићне масе у ампутираном делу тела. Клиничко искуство доводи до закључка да је горња граница дозвољене топле исхемије 10 до 12 часова  за прсте и 4-6 часа за ампутиране делове са мишићном масом (која брзо некротизира након исхемије, због великих метаболичких захтева). 
Уз правилно хлађење ампутираног дела на 2-4°C временски лимит може бити продужен до 24 часа за прсте и 10 часова за ампутиране делове са мишићном масом.
Тип повреде
Механизам и зона повређивања имају велики утицај на крајњи функционални резултат. Зато секотине имају бољу прогнозу за преживљавање и функцију након реплантација од нагњечењем изазваних  повреда.
Старост болесника
Када су сви други параметри једнаки, већи процент преживљавања ампутираног дела и бољи функционални резултат постиже се код болесника млађег животног доба. 
Реплантацију било којег дела тела требало би обавезно урадити код деце. Уколико ампутирани део тела преживи, може се очекивати добра функција, због велике виталности ткива.

### Апсолутне индикације
У апсолутне индикације за успешно лечење трауматских ампутација реплантацијом спадају: 
- Све ампутације код деце,
- Ампутације палца, и више од 2 ампутирана прста,
- Ампутација подлактице и шаке на нивоу ручног зглоба.

### Апсолутне контраиндикације
Апсолутне контраиндикације, које ограничавају лечење реплантацијом су:
- Ампутације удружене са другим смртоносним повредама (тешка повреда главе, грудног коша, абдомена)
- Хемодинамска нестабилност болесника
- Иреверзибилни губитак ткива повређеног уда, тешка нагњечења (конквасација)
- Аампутације на више нивоа,
- Самоповређивање,
- Присуство хроничних болести (шећерна болест, периферна васкуларна обољења, срчана обољења).

## Терапија
Нормалан редослед оперативног захвата је следећи:
1. Дебридман
2. Идентификација и/или означавање виталних структура
3. Стабилизација скелета
4. Тенорафија екстензора
5. Постављање шавова унутар крајева тетива флексора
6. Поправка дигиталне артерије.[13]
7. Неурорафија дигиталног нерва
8. Поправка дубоког флексора прстију
9. Поправка вена.[14][15]
10. Затварање коже
11. Облачење

Дебридман и експозиција су кључни аспект процедуре и треба их извршити кроз екстензивни средњи рез када је то могуће. Ово омогућава да рана зацели секундарно  ако је присутан прекомерни оток, обезбеђује фасциотомију  и омогућава оптимално излагање.
Након дебридмана, од помоћи је излагање и идентификација нерава, артерија, вена и тетива. Ово се изводи под увећањем помоћу оперативног телескопа или оперативног микроскопа.
Количина потребног скраћивања кости је диктирана обимом уситњености и треба да буде заснована на способности да се добије адекватна апроксимација нерава, тетива и коже. Скраћивање да би се олакшале васкуларне поправке није неопходно јер је калемљење вена адекватно. Међутим, лоша покривеност коже, трансплантација нерава и немогућност првенствено поправке тетива имају негативан утицај на дугорочни исход.
Након одговарајућег скраћивања, кост се може стабилизовати уздужним или укрштеним међукоштаним жицама, међукоштаном жицом и иглом, или мини плочама и/или мини шрафовима. ] Оштећење зглобова се може лечити протетским зглобовима, ресекцијском артропластиком или фузијом.
Након стабилизације кости и/или зглоба, механизам тетиве екстензора се поправља. Ово побољшава стабилност. Тетиве флексора се могу поправити пре или после артеријске и нервне анастомозе. Ако се тетиве флексора поправљају након поправке артерије и неурорафије, постављање шавова пре микропроцедура ће поједноставити процес и минимизирати јатрогене повреде.
Генерално, артерије се прво поправљају помоћу оперативног микроскопа и одговарајућих микроиглица и микрошавова. Најчешћа игла је пречника 50-100 микрона и контролише шав 10-0 или 11-0. По нахођењу хирурга, може се дати болус хепарина пре отпуштања стезаљке или подвеза.
Из логистичких разлога, дигитални нерв поред артерије се поправља следећи. Ако се претходно не поправи, тетива је апроксимирана.Екстремитет се затим окреће, а вене се мобилишу, подрезују на нормалу и поправљају под оперативним микроскопом.
Кожа се затворена ако се може приближавањем без напетости. Ако постоји забринутост због напетости коже, средњи резови се остављају отвореним или се примењују кожни трансплантати.